# 贾伟平
贾伟平（1956年—），江苏镇江人，汉族，中华人民共和国政治人物、第十二届全国人民代表大会上海地区代表。其就職於上海交通大学附属第六人民医院。
毕业于西安医科大学内分泌代谢专业，加入九三学社。2008年起担任全国人大代表。2013年，被选为全国人大代表。2021年，贾伟平当选中国工程院院士。